# Wola Niedźwiedzia (gromada)
Wola Niedźwiedzia – dawna gromada, czyli najmniejsza jednostka podziału terytorialnego Polskiej Rzeczypospolitej Ludowej w latach 1954–1972.
Gromady, z gromadzkimi radami narodowymi (GRN) jako organami władzy najniższego stopnia na wsi, funkcjonowały od reformy reorganizującej administrację wiejską przeprowadzonej jesienią 1954 do momentu ich zniesienia z dniem 1 stycznia 1973, tym samym wypierając organizację gminną w latach 1954–1972.
Gromadę Wola Niedźwiedzia siedzibą GRN w Woli Niedźwiedziej utworzono – jako jedną z 8759 gromad na obszarze Polski – w powiecie łęczyckim w woj. łódzkim, na mocy uchwały nr 32/54 WRN w Łodzi z dnia 4 października 1954. W skład jednostki weszły obszary dotychczasowych gromad Pełczyska, Wólka Bezdziadowa, Chodów i Krzepocinek oraz kolonia Wola Bankowa i kolonia Dąbrowa z dotychczasowej gromady Wierzbowa-Derszlej ze zniesionej gminy Gostków oraz kolonia Karkosy, kolonia Karkosy A i kolonia Janków z dotychczasowej gromady Janków ze zniesionej gminy Tkaczew w tymże powiecie. Dla gromady ustalono 11 członków gromadzkiej rady narodowej.
1 stycznia 1958 z gromady Wola Niedźwiedzia wyłączono wieś Wola Bezdziadowa i osadę Wólka, włączając je do gromady Gostków w powiecie poddębickim.
1 stycznia 1959 z gromady Wola Niedźwiedzia wyłączono: a) wieś, kolonię i parcelę Pełczyska – włączając je do gromady Gostków w powiecie poddębickim, oraz b) wsie Wola Niedźwiedzia i Krzepocinek i kolonie Wola Bankowa, Wola Dąbrowa, Wola Niedźwiedzia i Krzepocinek – włączając je do gromady Drwalew w powiecie poddębickim, po czym gromadę Wola Niedźwiedzia zniesiono, a jej (pozostały) obszar włączono do gromady Leźnica Mała w powiecie łęczyckim.